# دیوار برشی فولادی

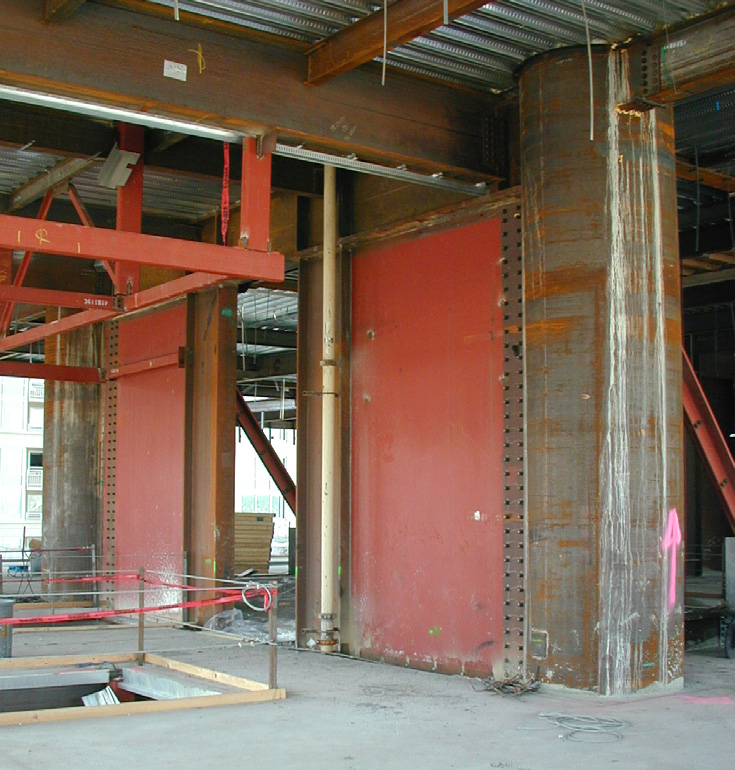
سیستم دیواربرشی فولادی

سیستم دیواربرشی فولادی به عنوان یک سیستم مقاوم در برابر بارهای جانبی در سه دهه اخیر به سرعت در دنیا مورد توجه قرارگرفته و از این سیستم برای ساخت و مقاوم‌سازی ساختمان‌های مهمی در دنیا به ویژه درکشورهای زلزله خیزی چون ژاپن وآمریکا استفاده شده‌است.
ازجمله ساختمان‌های ساخته شده با این سیستم می‌توان به بیمارستان ۶طبقه در لوس آنجلس دراوایل دهه ۸۰ میلادی، مرکز درمانی پرتلند در سال ۲۰۰۸، ساختمان بین‌المللی لاس وگاس در سال ۲۰۰۹ و ساختمان اداری ۳۵ طبقه درکوبه اشاره نمود.
بطوریکه ساختمان بیمارستان ۶ طبقه در لوس آنجلس و ساختمان اداری ۳۵ طبقه درکوبه دو سازه مهمی هستند که در آن‌ها از سیستم دیواربرشی فولادی به عنوان سیستم مقاوم دربرابر بارهای جانبی استفاده شده و دو زلزله شدید نرثریج و کوبه را پشت سر گذاشته‌اند و مطالعات انجام شده بر روی این دو ساختمان پس از زلزله همگی از رفتار بسیار خوب سیستم دیوارهای برشی فولادی در طول زلزله و وارد شدن کمترین خسارت به این دو ساختمان حکایت می‌کنند.
همچنین ساختمان‌های بسیاری بااستفاده از دیوارهای برشی فولادی دربرابر بارهای جانبی، خصوصاً زلزله تقویت شده‌اند که دو نمونه مهم از آنها، ساختمان مرکز درمانی در چارلستون و ساختمان کتابخانه ایالتی اورگان در آمریکا می‌باشد.

## سازه دیوارهای برشی فولادی
دیوارهای برشی فولادی از ورق فولادی که توسط تیرها و ستون‌ها احاطه شده‌است، تشکیل گردیده‌اند؛ که به تیرها و ستون‌ها عناصر مرزی می‌گویند. دیوارهای برشی فولادی مشابه تیرورق طره‌ای عمل می‌نمایند، که در آن ستون هابه منظور بال‌های تیر ورق، تیرهای طبقات همانند سخت‌کننده‌های آن و ورق‌های فولادی به عنوان جان تیر ورق می‌باشند.

## مزایای دیوار برشی فولادی نسبت به دیوار برشی بتنی
1. کاهش وزن فولاد مصرفی سازه (این مقدار بسته به زیر بنا و تعداد طبقات سازه متغیر می‌باشد).
2. کاهش بار مرده و سبک سازی ناشی از آن.
3. کاهش سطح اشغال دیوار برشی و در نتیجه افزایش فضای مفید داخلی.
4. افزایش سرعت اجرا (سریع سازی).
5. کاهش طول و تعداد دیوار برشی و در نتیجه رفع محدودیت‌های معماری ناشی از آن.
6. افزایش ضریب رفتار سازه و شکل‌پذیری در برابر زلزله.[نیازمند منبع]

## انواع دیوارهای برشی فلزی
1. دیوارهای فلزی برشی بدون سخت‌کننده: دراین نوع دیوارها ورق جان مقاومت فشاری ناچیزی دارد و بنابراین کمانش بر اثر بارهای کوچک به وجود می‌آید ازطرف دیگر، بارهای جانبی توسط مقاومت کششی قطری به وجود آمده در جان دیوار تحمل می‌شود که این عملکرد همانند میدان‌های کششی به وجود آمده در تیرورق‌ها است.[۴]
2. دیوار برشی فلزی شامل سخت‌کننده: دراین نوع دیوارها سخت‌کننده‌ها ظرفیت کمانشی ورق جان دیوار برشی را افزایش می‌دهد.[۵]
3. دیواربرشی فلزی مرکب (ترکیب بتن و فلز): دراین سیستم سختی موردنیاز برای ورق فلزی جان دیوار توسط بتن آرمه تأمین می‌شود. از بتن سخت‌کننده می‌توان در یک طرف یا هر دو طرف ورق جان دیوار استفاده کرد.[۶]